# Хильдебрандсхаузен
Хильдебрандсхаузен (нем. Hildebrandshausen) — община в Германии, в земле Тюрингия. 
Входит в состав района Унструт-Хайних. Подчиняется управлению Хильдебрандсхаузен/Ленгенфельд унтерм Штайн.  Население составляет 425 человек (на 31 декабря 2006 года). Занимает площадь 6,08 км².